# Logo (Mali)
Logo is een gemeente (commune) in de regio Kayes in Mali. De gemeente telt 12.000 inwoners (2009).
De gemeente bestaat uit de volgende plaatsen:
- Bankamé
- Dembagnouma
- Dinguira
- Djimékon
- Fanguiné-Koto
- Fanguiné-Kouta
- Farakotossou
- Kakoulou
- Karaya
- Kérouané
- Lakafia
- Maloum
- Maréna
- Marintouro
- Modincané
- Moussawaguya
- Sabouciré
- Sambaga
- Tintiba